# وولهمپتون
وولهمپتون (به انگلیسی: Woolhampton) یک روستا و محله مدنی در بریتانیا است که در West Berkshire واقع شده‌است. وولهمپتون ۳٫۸۷ کیلومتر مربع مساحت و ۸۸۶ نفر جمعیت دارد.